# Olethreutes subtilana
Olethreutes subtilana is een vlinder uit de familie bladrollers (Tortricidae). De wetenschappelijke naam is voor het eerst geldig gepubliceerd in 1959 door Falkovitsh.
De soort komt voor in Europa.